# 메리 브라이언

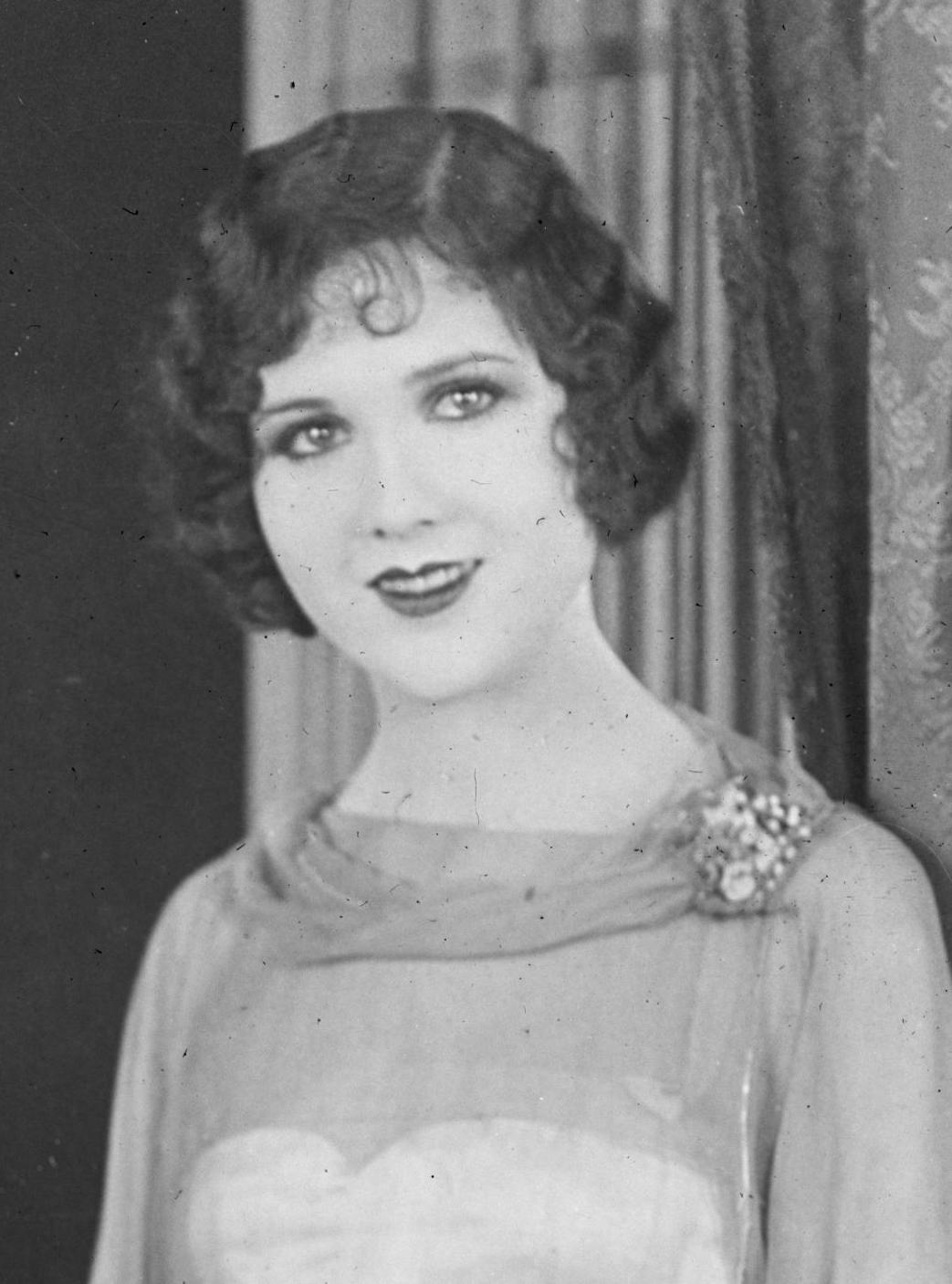

메리 브라이언(Mary Brian, 1906년 2월 17일 ~ 2002년 12월 30일)는 미국의 영화배우, 연극 배우, 텔레비전 배우이다.

## 영화
- 어메이징 어드벤쳐 (1936년)
- 원 이어 레이터 (1933년)
- 하드 투 핸들 (1933년) - 루스 워터스 역
- 특종 기사 (1931년)
- 파라마운트 온 퍼레이드 (1930년)
- 로얄 패밀리 오브 브로드웨이 (1930년)
- 해롤드 틴 (1928년)
- 파리 앳 미드나잇 (1926년)
- 피터 팬 (1924년)